# Jozef van Nazareth
Jozef (Hebreeuws: יוֹסֵף, Yosef; Grieks: Ἰωσήφ) was volgens het Nieuwe Testament de pleegvader, of "voedstervader", van Jezus Christus. Hij was timmerman van beroep (Matteüs 13:55).

## Jozef in het Nieuwe Testament

### Afstamming
In de evangeliën Matteüs en Lucas staan onderling afwijkende stambomen van Jezus. Volgens Matteüs was Jozef een zoon van Jakob (Matteüs 1:16), volgens Lucas was hij een zoon van Eli (Lucas 3:23).
Deze stambomen zijn historisch gezien problematisch. De stambomen in Matteüs en Lucas waren bedoeld om aan te tonen dat David, via Jozef, een verre voorvader van Jezus was. In de laatste twee eeuwen voorafgaande aan het ontstaan van het christendom ontstond namelijk de overtuiging dat de beloofde Messias een afstammeling van koning David zou zijn. De afstamming van Jezus als nakomeling van David komt al voor in de vroegste christelijke geschriften (zie bijvoorbeeld Romeinen 1:3). Volgens sommigen kan het verschil tussen de stambomen in Matteüs en Lucas verklaard worden door een leviraatshuwelijk. Ook Maria, de moeder van Jezus, zou volgens een traditie een nakomeling van David zijn.

### Vader van Jezus
Volgens Matteüs en Lucas was Jozef verloofd met Maria, die zwanger werd zonder gemeenschap met haar verloofde te hebben gehad. Jozef "wilde haar niet in opspraak brengen en dacht erover haar in het geheim te verstoten". In een droom verscheen echter de engel van de Heer die Jozef vertelde dat Maria zwanger was door de Heilige Geest. Jozef kon gerust met Maria trouwen, hetgeen hij deed (Matteüs 1:18-25).
Volgens Lucas woonde Jozef in Nazaret en reisde hij in verband met een volkstelling met Maria naar Bethlehem "om zich te laten inschrijven". Toen zij in Bethlehem waren aangekomen, begon de bevalling en werd Jezus daar geboren (Lucas 2:1-7).

### Vlucht naar Egypte
Matteüs beschrijft hoe na Jezus' geboorte wijzen uit het oosten zochten naar de pasgeboren "koning van de Joden". Herodes hoorde hiervan en gaf zijn soldaten bevel om naar Bethlehem te gaan en alle jongetjes tot twee jaar oud te doden (de kindermoord van Bethlehem - Matteüs 2:16-18). Een engel verscheen echter in een droom aan Jozef en droeg hem op om samen met Jezus en Maria naar Egypte te vluchten (Matteüs 2:13).
Volgens hetzelfde verhaal kreeg Jozef na een tijd van een engel het bericht dat Herodes was gestorven. Jozef achtte het echter niet veilig om terug te keren naar Judea omdat de gewelddadige Herodes Archelaüs de nieuwe koning van Judea was. Daarom weken ze, na een aanwijzing in een droom, uit naar Nazaret in Galilea (Matteüs 2:19-23).

### Overige kinderen
Volgens protestantse gemeenschappen hadden Jozef en Maria meerdere kinderen, de "broers en zussen van Jezus" (Matteüs 13:55,56). Het evangelie volgens Marcus noemt vier broers bij name: Jakobus, Joses, Simon en Judas (Marcus 6:3).
Volgens de traditie van de Rooms-Katholieke Kerk en de Orthodoxe Kerk moet "broers en zussen van Jezus" niet letterlijk worden genomen. De katholieke kerk heeft het dogma aanvaard dat Maria altijd maagd is gebleven en interpreteert het woord "broer" (Grieks: adelphos) als "neef" of "verwante", omdat het Griekse woord ook op een meer algemene (familie)band kan duiden, zoals "met een gemeenschappelijke voorouder" of "volksgenoot".
Een andere theorie is dat de term halfbroers en halfzussen aanduidt. Ook bij deze hypotheses zijn er twee varianten:
1. Een eerste mogelijkheid is dat Jozef vroeg gestorven is en dat Maria als weduwe wettelijk verplicht was om met de oudste nog vrije broer van haar man te trouwen. De broers en zussen die vernoemd worden zouden dan uit de relatie tussen Maria en de broer van Jozef verwekt zijn.[bron?]
2. Een tweede mogelijkheid wordt in de apocriefe geschriften aangetroffen, zoals in De geschiedenis van Jozef de timmerman.[3] Hierin wordt vermeld dat Jozef een weduwnaar was. De genoemde broers en zussen van Jezus zouden kinderen zijn uit het eerdere huwelijk van Jozef.[4]

### Laatste vermelding
De laatste keer dat hij wordt genoemd in de Bijbel is toen Jezus 12 jaar oud was (Lucas 2:41-51). Tijdens Jezus' verdere optreden wordt Jozef niet genoemd, behalve om Jezus aan te duiden als Jozefs zoon (Johannes 1:45; 6:42).
Maria was aanwezig toen Jezus werd gekruisigd. Toen Jezus haar zag staan naast "de leerling van wie hij veel hield", verklaarde hij hen moeder en zoon. Vanaf dat moment nam deze leerling Maria in huis (Johannes 19:25-27). Mede om deze passage wordt verondersteld dat Jozef toen al overleden was. De kerkvader Hiëronymus stelde dat Jozef al voor de doop van Jezus was gestorven, apocriefe geschriften houden het op voor de kruisiging van Jezus, in het bijzijn van Jezus.

## Latere traditie
Volgens Hegesippus was Jozef de broer van Kleopas, die ook in de evangeliën werd genoemd. Kleopas was vader van Simeon van Jeruzalem, die Jezus' broer Jakobus opvolgde als bisschop van Jeruzalem en dus een neef van Jezus was.

## Jozefshuwelijk
De uitdrukking "Jozefshuwelijk" is afgeleid van het huwelijk tussen Jozef en Maria waarvan vooral de Rooms Katholieke Kerk gelooft dat zij nooit gemeenschap hebben gehad (en Maria eeuwig maagd bleef). De uitdrukking wordt daarom gebruikt voor een geestelijke, niet-seksuele huwelijksgemeenschap. Augustinus van Hippo was hiervan een pleitbezorger.

## Naamdagen, patroon- en beschermheilige

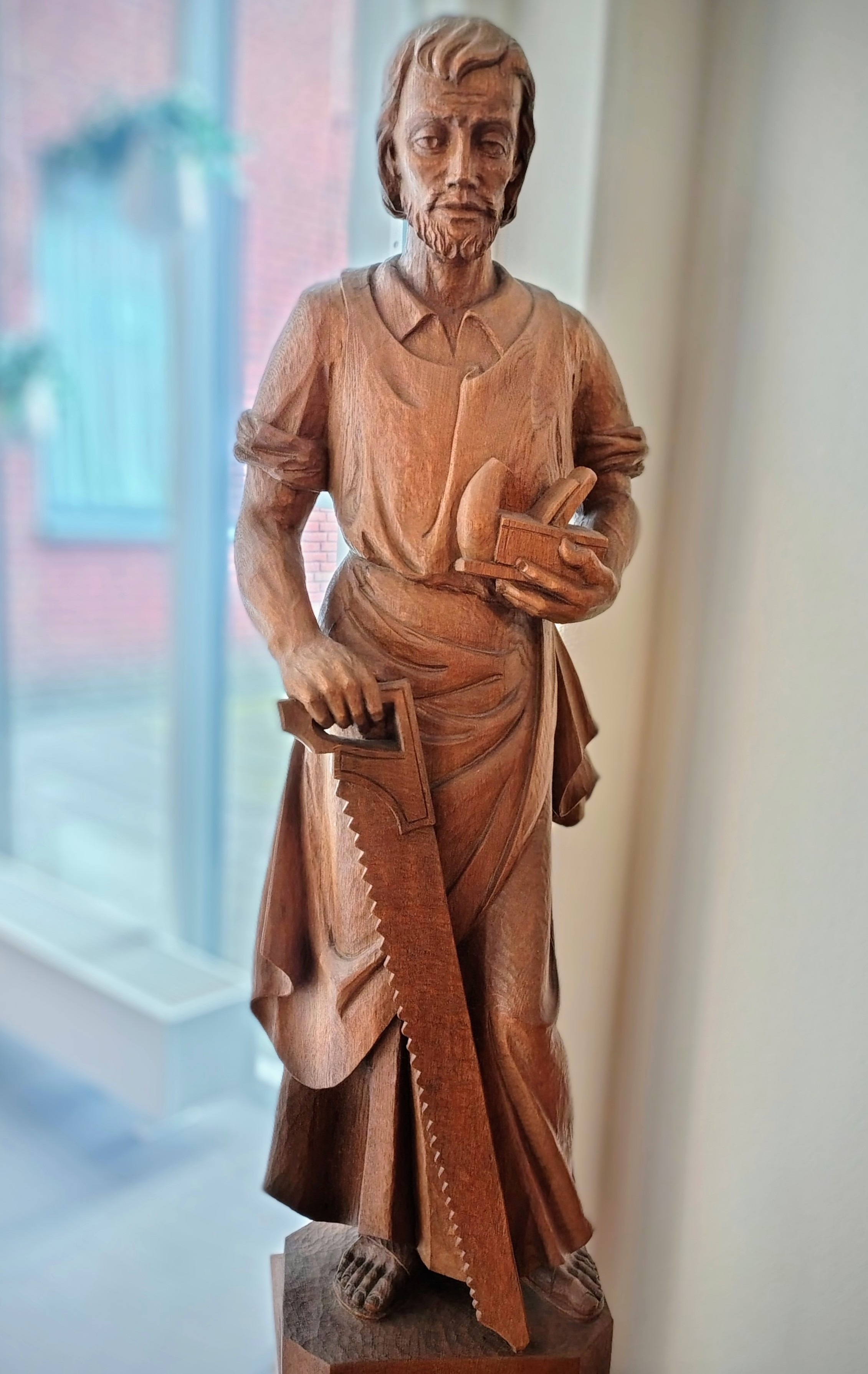
Sint-Jozef Werkman

Het feest van Sint-Jozef wordt gevierd op 19 maart (Jozef als bruidegom van de Heilige Maagd Maria). Als 19 maart in de Goede Week of op Palmzondag valt, wordt het hoogfeest van Sint-Jozef verplaatst naar de zaterdag voor Palmzondag. Als 19 maart op een zondag in de veertigdagentijd valt, wordt de viering verplaatst naar maandag 20 maart.
Jozef is de patroonheilige van de timmerlieden en arbeiders in het algemeen en werd in latere tradities ook wel Sint-Jozef Werkman genoemd. Sinds 1955 wordt op 1 mei een facultatieve gedachtenis van Sint-Jozef als arbeider gevierd. Verder is hij patroonheilige van België en Canada en wordt hij aangeroepen als patroon van maagden, religieuze communiteiten, echtgenoten, het huisgezin en van stervenden.
Paus Pius IX heeft Jozef in 1870 –met het decreet Quemadmodum Deus– uitgeroepen tot beschermer van de Kerk.
Paus Johannes XXIII heeft hem beschermheer van het Tweede Vaticaans Concilie gemaakt.

## Volksgebruik
Sommige huiseigenaren begraven een beeld van Jozef-met-kind ondersteboven in de tuin voor een voorspoedige verkoop van hun huis. De oorsprong van dit gebruik is onbekend. Na de verkoop en overdracht wordt het weer opgegraven. Dit gebruik heeft ook in Nederland (commerciële) ingang gevonden.

## Voorstelling

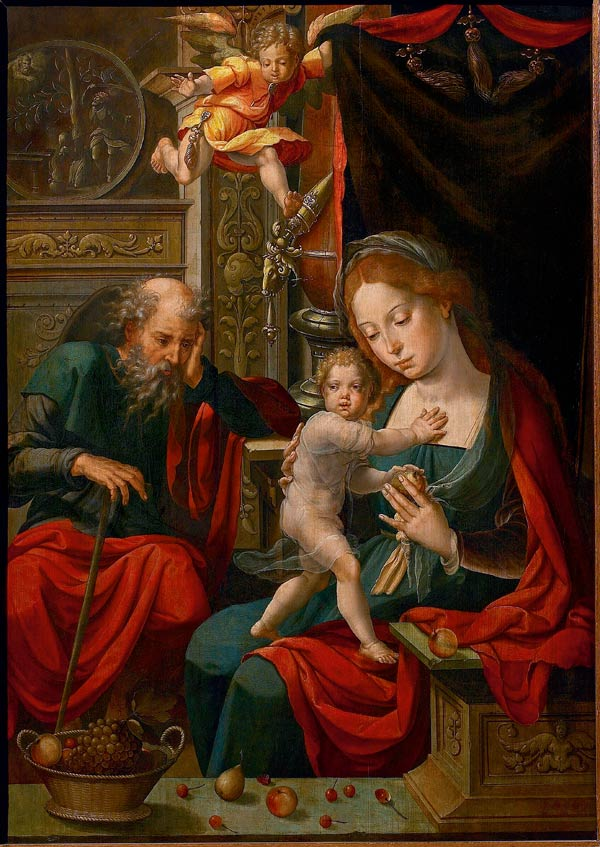
Oude Jozef, vermoeid en steunend op wandelstok

In schilderijen uit de 14e en 15e eeuw wordt een opvallend contrast zichtbaar tussen de representaties van Maria en Jozef. Maria werd doorgaans afgebeeld als een jonge, elegante vrouw, in overeenstemming met de schoonheidsidealen van haar tijd. Jozef daarentegen verscheen vaak als een oudere man met een vermoeide, gebogen houding en steunend op een wandelstok. Deze verbeelding diende om zijn seksuele inactiviteit te benadrukken en zodoende de maagdelijkheid van Maria te onderstrepen. Vanaf de renaissance veranderde deze iconografie geleidelijk. Kunstenaars begonnen Jozef steeds vaker af te beelden als een jongere, energieke man die een actieve rol speelde in de opvoeding van Jezus. Volgens genetisch genealoog Prof. Maarten Larmuseau kreeg Jozef toen een prominentere rol als zorgzame en betrokken vaderfiguur, wat bijdroeg aan een nieuw ideaalbeeld van het gezin, waarbij de nadruk niet uitsluitend op biologische verwantschap lag, maar ook op zorg en verantwoordelijkheid binnen het huishouden.